# Nexus Q
Nexus Q — медиа-развлекательное устройство, относящееся к линейке продуктов Google Nexus. Устройство работает под управлением операционной системы Android версии 4.0 (Ice Cream Sandwich). Гаджет был представлен в июне 2012 года на конференции Google I/O. Устройство имеет форму близкую к сферической.
Ожидалось, что устройство поступит в продажу в США по цене 299$ за штуку. Однако, запуск был отложен из-за отзывов пользователей о недостаточном функционале Nexus Q. В октябре 2012 года, когда Google объявил о Nexus 4 и Nexus 10, проект был неофициально закрыт. Телеканал CNN в декабре 2012 года включил это устройство в ТОП-10 «Лучшие технологии, потерпевшие неудачу».
На смену Nexus Q в 2013 году пришёл Chromecast.

## История появления
О Nexus Q было объявлено 27 июня 2012 года на конференции Google I/O 2012 Keynote. Более ранние версии устройства, предназначенные для демонстрации возможностей Android в доме, были представлены на конференции Google I/O в 2011 году. Некоторые из представленных устройств были ромбовидной формы.
На смену Nexus Q в 2013 году пришёл Chromecast.

## Возможности
Nexus Q может быть подключен к телевизору высокой четкости или домашней стереосистеме для воспроизведения аудио- и видео-контента из Google Play или YouTube. Устройство работает на специальной версии Android, основанной на Android 4.0 Ice Cream Sandwich. Nexus Q можно управлять с помощью смартфонов и планшетов, работающих на базе ОС Android.

### Контент
Все содержимое Nexus Q передается прямо с Google Play, локальное хранилище используется лишь для временного хранения буферизованного контента. В устройстве находится 16 Гб встроенной флеш-памяти.

### Беспроводные возможности
В Nexus Q есть множество различных беспроводных технологий для подключения других устройств. Устройством можно управлять с помощью смартфона или планшета на Android по Wi-Fi, Bluetooth или NFC. На конференции Google I/O 2012 было показано управление Nexus Q с помощью смартфона Galaxy Nexus и Nexus 7.